# 담딩 수흐바타르

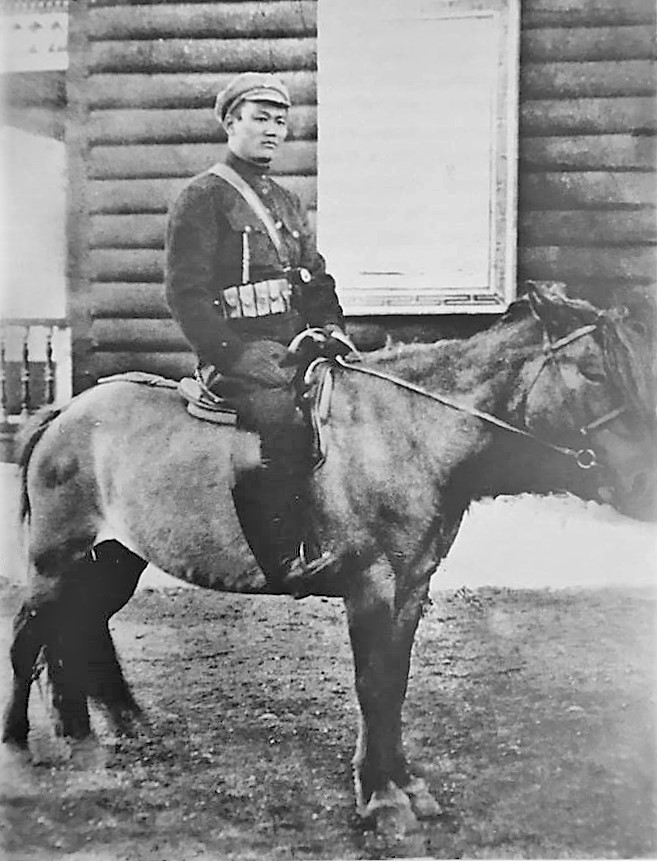
담딩 수흐바타르

담딩 수흐바타르(몽골어: ᠳᠠᠮᠳᠢᠨ ᠤ
ᠰᠦᠬᠡᠪᠠᠭᠠᠲᠤᠷ, Дамдин Сүхбаатар, Дамдины Сүхбаатар 담디니 수흐바타르, 1893년 2월 2일~1923년 2월 20일)는 몽골의 정치가, 혁명가로, 몽골 혁명의 아버지로 불린다.

## 요약
수흐바타르는 1893년 청나라 지배 아래의 쿠룬에서 가난한 유목민의 아들로 태어났다. 16세 때 후레-캬흐타 간의 역전(驛傳) 마차의 마부가 되었다. 1911년 몽골이 복드 칸국으로 독립 후 건군된 몽골군의 소집을 받고 입대, 하사관 학교를 졸업하고 기관총 소대장으로서 전공을 세웠다. 1918년 정부 인쇄소의 식자공(植字工)이 되었는데, 그 동안 몽골 복드 칸국에 간섭하는 중국 군사정권과 무능한 몽골 지배층에 대한 불만이 쌓여갔다.
1917년에 일어난 러시아 혁명에 자극을 받은 그는 1920년 6월 솔링 단장, 허를러깅 처이발상 등과 함께 몽골 인민당(1924년에 몽골 인민혁명당으로 개정)을 결성하고 자주 독립을 위한 무장 투쟁에 들어갔다. 전후 두 차례에 걸친 블라디미르 레닌과의 회담을 통하여, 몽골 혁명의 성공과 그 후의 국가 건설을 위한 전술 지도를 받았다. 1921년 인민의용군을 결성, 총사령관이 되어 러시아 적군과 함께 캬흐타의 마이마친에서 군사를 일으켰다. 이후 7월 10일 후레에 인민 정부를 수립하고 스스로 국방장관이 되었다. 
30세 때인 1923년 결핵으로 요절했으나 갑작스러운 죽음으로 인해 피살을 당했다는 이야기가 몽골 내에 퍼져 있다. 그의 부인은 양지마(1893~1963)이다.

## 같이 보기
- 수흐바타르 광장